# Koala Island
Koala Island ist eine Insel vor der Küste des ostantarktischen Enderbylands. Sie liegt westlich von Pinn Island sowie nördlich des östlichen Endes von McKinnon Island.
Luftaufnahmen, die 1956 im Rahmen der Australian National Antarctic Research Expeditions entstanden, dienten ihrer Kartierung. Das Antarctic Names Committee of Australia benannte sie nach dem Koala.